# Livin' Thing
Livin' thing is een nummer van de Britse band Electric Light Orchestra. Het nummer werd uitgebracht op hun album A new world record uit 1976. Op 29 oktober van dat jaar werd het nummer uitgebracht als de eerste single van het album.

## Achtergrond
Livin' thing werd geschreven en geproduceerd door zanger, gitarist en toetsenist Jeff Lynne. De achtergrondzang op het nummer was van Fanny-leden Patti Quatro (zus van Suzi Quatro) en Brie Brandt. De B-kant van de single, Fire on high, groeide uit tot het populairste instrumentale nummer van de band. Livin' thing werd een wereldwijde hit, maar stond alleen in Zuid-Afrika op de 1e positie. Desondanks werden er in veel landen top 10-noteringen behaald. In thuisland het Verenigd Koninkrijk werd de 4e positie in de UK Singles Chart behaald, en in de Verenigde Staten werd de 13e positie bereikt in de Billboard Hot 100. 
In Nederland was de plaat op vrijdagavond 26 november 1976 Veronica Alarmschijf op Hilversum 3 en werd een grote hit in de destijds twee landelijke hitlijsten op de nationale publieke popzender. De plaat bereikte de 6e en 4e positie in respectievelijk de Nederlandse Top 40 en de Nationale Hitparade. In de op Hemelvaartsdag 27 mei 1976 gestarte Europese hitlijst op Hilversum 3, de TROS Europarade, werd de 3e positie bereikt.
In België bereikte de plaat de 
8e positie in zowel de voorloper van de Vlaamse Ultratop 50 als de Vlaamse Radio 2 Top 30. In Wallonië werd de 27e positie behaald.
Lynne nam Livin' thing in 2012 opnieuw op voor het album Mr. Blue Sky: the very best of Electric Light Orchestra, bestaande uit nieuwe opnamen van enkele van de grootste hits van ELO. Artiesten die de plaat hebben gecoverd, zijn onder anderen PFR voor het tributealbum Lynne me your ears en The Beautiful South voor hun coveralbum Golddiggas, headnodders and pholk songs in een versie die in thuisland het Verenigd Koninkrijk en in Ierland tot respectievelijk positie 24 en 26 kwam in de hitlijsten. Verder is het nummer gebruikt op de soundtracks van de films Boogie nights, Tjenare kungen, Chaos theory en Hunky dory. Ook is het, net als een aantal andere nummers van de band, gebruikt in het computerspel Guardians of the galaxy: the telltale series.
Sinds de editie van december 2000 staat de plaat onafgebroken genoteerd in de jaarlijkse NPO Radio 2 Top 2000 van de Nederlandse publieke radiozender NPO Radio 2, met als hoogste notering een 747e positie in 2001.

## Hitnoteringen

### Nederlandse Top 40
| Hitnotering: 04-12-1976 t/m 29-01-1977 | Hitnotering: 04-12-1976 t/m 29-01-1977 | Hitnotering: 04-12-1976 t/m 29-01-1977 | Hitnotering: 04-12-1976 t/m 29-01-1977 | Hitnotering: 04-12-1976 t/m 29-01-1977 | Hitnotering: 04-12-1976 t/m 29-01-1977 | Hitnotering: 04-12-1976 t/m 29-01-1977 | Hitnotering: 04-12-1976 t/m 29-01-1977 | Hitnotering: 04-12-1976 t/m 29-01-1977 | Hitnotering: 04-12-1976 t/m 29-01-1977 | Hitnotering: 04-12-1976 t/m 29-01-1977 |
| Week                                   | 1                                      | 2                                      | 3                                      | 4                                      | 5                                      | 6                                      | 7                                      | 8                                      | 9                                      |                                        |
| -------------------------------------- | -------------------------------------- | -------------------------------------- | -------------------------------------- | -------------------------------------- | -------------------------------------- | -------------------------------------- | -------------------------------------- | -------------------------------------- | -------------------------------------- | -------------------------------------- |
| Positie                                | 26                                     | 11                                     | 9                                      | 6                                      | 8                                      | 11                                     | 18                                     | 27                                     | 34                                     | uit                                    |

### Nationale Hitparade
| Hitnotering: 04-12-1976 t/m 15-01-1977 | Hitnotering: 04-12-1976 t/m 15-01-1977 | Hitnotering: 04-12-1976 t/m 15-01-1977 | Hitnotering: 04-12-1976 t/m 15-01-1977 | Hitnotering: 04-12-1976 t/m 15-01-1977 | Hitnotering: 04-12-1976 t/m 15-01-1977 | Hitnotering: 04-12-1976 t/m 15-01-1977 | Hitnotering: 04-12-1976 t/m 15-01-1977 | Hitnotering: 04-12-1976 t/m 15-01-1977 |
| Week                                   | 1                                      | 2                                      | 3                                      | 4                                      | 5                                      | 6                                      | 7                                      |                                        |
| -------------------------------------- | -------------------------------------- | -------------------------------------- | -------------------------------------- | -------------------------------------- | -------------------------------------- | -------------------------------------- | -------------------------------------- | -------------------------------------- |
| Positie                                | 20                                     | 10                                     | 6                                      | 4                                      | 8                                      | 10                                     | 20                                     | uit                                    |

### TROS Europarade
Hitnotering: 09-12-1976 t/m 03-02-1977. Hoogste notering: #3 (2 weken).  

### NPO Radio 2 Top 2000
| Nummer met noteringen in de NPO Radio 2 Top 2000 | '00  | '01 | '02  | '03  | '04  | '05  | '06  | '07  | '08  | '09  | '10  | '11  | '12  | '13  | '14  | '15  | '16  | '17  | '18  | '19  | '20  | '21  | '22  | '23  | '24  |
| ------------------------------------------------ | ---- | --- | ---- | ---- | ---- | ---- | ---- | ---- | ---- | ---- | ---- | ---- | ---- | ---- | ---- | ---- | ---- | ---- | ---- | ---- | ---- | ---- | ---- | ---- | ---- |
| Livin' Thing                                     | 1507 | 747 | 1227 | 1181 | 1325 | 1403 | 1619 | 1852 | 1496 | 1485 | 1719 | 1236 | 1190 | 1407 | 1459 | 1150 | 1245 | 1220 | 1348 | 1371 | 1433 | 1444 | 1592 | 1700 | 1853 |

1. ↑  Een vetgedrukt getal geeft de hoogste notering aan.
2. ↑  2000 was het eerste jaar met een notering voor dit nummer.